# Nová Ves (district de Mělník)
Pour les articles homonymes, voir Nová Ves.
Nová Ves (en allemand : Neudorf) est une commune du district de Mělník, dans la région de Bohême-Centrale, en Tchéquie. Sa population s'élevait à 1 105 habitants en 2020.

## Géographie
Nová Ves est arrosée par la Vltava et se trouve à 8 km au nord de Kralupy nad Vltavou, à 14 km à l'ouest-sud-est de Mělník et à 28 km au nord-nord-ouest du centre de Prague.
La commune est limitée par Ledčice au nord, par Vraňany et Všestudy à l'est, par Veltrusy au sud-est et au sud, et par Nelahozeves et Sazená à l'ouest.

## Histoire
La première mention écrite de la localité date de 1421.

## Administration
La commune se compose de cinq quartiers :
- Nová Ves
- Miřejovice
- Nové Ouholice
- Staré Ouholice
- Vepřek